# Бевінгтон (Айова)
Бевінгтон (англ. Bevington) — місто (англ. city) в США, в округах Медісон і Воррен штату Айова. Населення — 57 осіб (2020).

## Географія
Бевінгтон розташований за координатами 41°21′37″ пн. ш. 93°47′13″ зх. д. / 41.36028° пн. ш. 93.78694° зх. д. (41.360260, -93.786883).  За даними Бюро перепису населення США в 2010 році місто мало площу 1,19 км², з яких 1,17 км² — суходіл та 0,02 км² — водойми.

## Демографія
Згідно з переписом 2010 року, у місті мешкали 63 особи в 28 домогосподарствах у складі 18 родин. Густота населення становила 53 особи/км².  Було 28 помешкань (24/км²).
Расовий склад населення:
| - 98,4 % — білих - 1,6 % — азіатів |

До двох чи більше рас належало 0,0 %. Частка іспаномовних становила 1,6 % від усіх жителів.
За віковим діапазоном населення розподілялося таким чином: 25,4 % — особи молодші 18 років, 65,1 % — особи у віці 18—64 років, 9,5 % — особи у віці 65 років та старші. Медіана віку мешканця становила 39,5 року. На 100 осіб жіночої статі у місті припадало 142,3 чоловіків;  на 100 жінок у віці від 18 років та старших — 135,0 чоловіків також старших 18 років.
Середній дохід на одне домашнє господарство  становив 46 025 доларів США (медіана — 39 167), а середній дохід на одну сім'ю — 54 375 доларів (медіана — 39 167). Медіана доходів становила 40 000 доларів для чоловіків та 26 250 доларів для жінок. За межею бідності перебувало 9,3 % осіб, у тому числі 0,0 % дітей у віці до 18 років та 33,3 % осіб у віці 65 років та старших.
Цивільне працевлаштоване населення становило 18 осіб. Основні галузі зайнятості: роздрібна торгівля — 50,0 %, виробництво — 22,2 %, науковці, спеціалісти, менеджери — 16,7 %.